# C418
丹尼尔·罗森菲尔德（德語：Daniel Rosenfeld，德語發音：[ˈdanɪɛl ˈro:zənfɛlt]，1989年5月9日—），艺名为C418（英语中发音为“see four eighteen”），德国音乐家、制作人及音响工程师。他为电子游戏《我的世界》创作了原声音乐，并因此而成名。他也是《怪奇物语》的拍摄花絮《怪奇背后》（Beyond Stranger Things）主题曲的创作者。游戏《Cookie Clicker》2021年在Steam上的再版亦新增了他创作的原声音乐。
罗森菲尔德的音乐以其极简主义和氛围音乐风格著称。《卫报》曾将他的作品与埃里克·萨蒂（Erik Satie）和布萊恩·伊諾（Brian Eno）对比。

## 早年生活
1989年，罗森菲尔德出生于东德，并在此长大。他的父母为苏联移民。幼年时期，受其哥哥哈里·罗森菲尔德（Harry Rosenfeld）影响，他学会了使用Schism Tracker和Ableton Live创作音乐。罗森菲尔德的艺名C418源自其哥哥的别称C818。在一次采访中，他称这个名字没有任何含义。

## 职业生涯
在其哥哥的影响下步入音乐领域后，2007年，罗森菲尔德开始在Bandcamp发布音乐，并开办了自己的博客，每周三他都会创作一些歌曲并发布在上面。随后不久，他加入了独立电子游戏论坛TIGSource。在TIGSource，他首次尝试使用英语与他人交流，尝试学习设计游戏的艺术。

### 早期創作
2007年，罗森菲尔德發布第一張專輯《bps》。2008年，当他工作繁重时，为证明自己仍有能力制作音乐，他在不到两周的时间内创作完成《The Whatever Director's Cut》。在博客上，罗森菲尔德称“我不关心质量，我想要的是数量”。2013年，这张专辑从Bandcamp上下架。同样在2008年，他发布了包含博客上旧作的Remix的专辑《Mixes》，以及迷你专辑《Sine》。稍后发布的专辑《Zweitonegoismus》描述了他在工厂流水线工作时的感受。据专辑介绍所述，当罗森菲尔德将这张专辑展示给同事看时，他们问道：“为什么你还在这里工作？”
2010年1月，罗森菲尔德发行了与老友smn合作的《A Cobblers Tee Thug》。同年他发行了《Circle》，他在2008年为同名独立游戏创作的配乐。同年8月，《Life Changing Moments Seem Minor in Pictures》于Bandcamp发行。2021年，这张专辑获得再版，于Spotify等流媒体平台上架。制作此专辑时，德国政府强迫他参军，最后他选择参加社会工作作为替代。随后，他辞去了自己的工作，专门从事音乐创作。

### 《我的世界》
在TIGScore的时期，罗森菲尔德遇到了《我的世界》的创始人马库斯·佩尔松（即）。佩尔松十分欣赏罗森菲尔德的音乐才能，因此两人开始共同制作《我的世界》。因当时的Java版游戏声音引擎效果不佳，配乐大量使用极简主义风格。首张原声专辑《Minecraft – Volume Alpha》于2011年3月4日由罗森菲尔德個人发布（其实体版于2015年8月21日在Ghostly International发行，在2021年再次发行重印版）。《我的世界》游戏正式发布后不久就迅速走红，而通过售卖其音乐，罗森菲尔德获利颇丰，于是辞掉了自己在费森尤斯医疗工厂流水线的工作，成为全职独立音乐人。
罗森菲尔德为2012年的纪录片《Minecraft：Mojang的故事》创作了配乐，这收录在他的专辑《One》中。
2013年11月9日，第二章原声专辑《Minecraft – Volume Beta》发布，加入了游戏新增的如下界、末地和创造模式等内容的背景音乐。实体版于2020年8月14日发行。
2015年的一次采访中，罗森菲尔德称他仍为《我的世界》工作，可能会有新的原声专辑。两年后，罗森菲尔德确认新专辑仍在制作中，但“远未完成”。
2018年，《我的世界》水域更新发布，其中包含罗森菲尔德创作的三首水下配乐，名为〈Dragon Fish〉、〈Shuniji〉及〈Axolotl〉。三首单曲分别于同年8月8日、11月7日、12月12日发行。
在自此之後的多个《我的世界》更新中，加入的背景音樂和唱片音乐皆由莉娜·雷恩等人而非羅森菲爾德创作。2021年，在被问及是否存在第三张专辑时，他隐晦地回复称有进展，但“由于事情变得更复杂”，“不知道”是否会发布。
2025年，《Minecraft - Volume Alpha》入選美國國家錄音登記名冊。

### 其他独立音乐
罗森菲尔德亦创作了许多独立音乐作品。2011年，《72 Minutes of Fame》发行。这是他成为独立音乐人后的第一张专辑。该年罗森菲尔德亦发布了一系列合辑——《Little Things》、《I Forgot Something, Didn't I.》和《Seven Years of Server Data》。
在《我的世界》大获成功之后，罗森菲尔德开始为马库斯·佩尔松的新作品《0x10c》创作原声音乐，但游戏于2013年8月被其中止开发。一年后，因为微软收购Mojang，佩尔松离开了Mojang，随后罗森菲尔德发布了一张迷你专辑，包含《0x10c》的两首配乐。
2015年，专辑《148》发布。此专辑中加入了许多个人情感内容，例如描绘之前在工厂工作时的生活，以及表达对Twitter上怨恨他却仍关注他的粉丝的反感。
2016年于Bandcamp发布的合辑《2 Years of Failure》包含他失败的项目和“放在其他地方都不合适”的曲目。值得一提的是，专辑中包含罗森菲尔德为《怪奇物语》的拍摄花絮所作的主题曲。2017年，罗森菲尔德为Teddy Dief在2017年游戏开发者大会上演讲所作的配乐《Dief》发行。
2018年，专辑《Excursions》的两首先行单曲——《Beton》和《Thunderbird》分别于7月20日和8月20日发行。专辑则于9月7日发行。
2021年7月，安纳布尔纳互动（Annapurna Interactive）宣布，罗森菲尔德与Davey Wreden、Karla Zimonja等几人将共同组建游戏工作室Ivy Road。同年8月，Julien "Orteil" Thiennot宣布其2013年的游戏《Cookie Clicker》将在9月1日在Steam上再版，其中包含了罗森菲尔德创作的新原声音乐。
2022年8月，Northway Games發布遊戲I Was a Teenage Exocolonist，其中包括罗森菲尔德创作的《Quiet》和其他音樂家創作的音樂。

## 作品
录音室专辑
- Life Changing Moments Seem Minor in Pictures（2010年，2021年再版）
- Minecraft – Volume Alpha（2011年）
- 72 Minutes of Fame（2011年）
- One（2012年）
- Minecraft – Volume Beta（2013年）
- 148（2015年）
- Dief（2017年）
- Excursions（2018年）

迷你专辑
- Cookie Clicker（2021年）